# Dänische Snooker-Meisterschaft
Die dänische Snooker-Meisterschaft ist ein von der Den Danske Billard Union (DDBU) ausgerichteter Wettbewerb zur Ermittlung des Landesmeisters in der Billardvariante Snooker in Dänemark.
Rekordsieger ist Rune Kampe mit 14 Titelgewinnen vor Daniel Kandi, der neunmal Meister wurde.

## Titelträger
Seit 1989 gab es folgende Titelträger:
| Saison    | Männer               | Männer    | Männer               | Damen                | Junioren                              | 6-Red                                 |
| Saison    | Sieger               | Ergebnis  | Gegner               | Damen                | Junioren                              | 6-Red                                 |
| --------- | -------------------- | --------- | -------------------- | -------------------- | ------------------------------------- | ------------------------------------- |
| 1989/90   | Peter F. Nielsen     | 2:0       | Arne Poulsen         | nicht ausgetragen    | nicht ausgetragen                     | nicht ausgetragen                     |
| 1990/91   | Peter F. Nielsen     | unbekannt | unbekannt            | nicht ausgetragen    | nicht ausgetragen                     | nicht ausgetragen                     |
| 1991/92   | Julian Potts         | 2:1       | Peter F. Nielsen     | nicht ausgetragen    | nicht ausgetragen                     | nicht ausgetragen                     |
| 1992/93   | Allan Norvark        | unbekannt | unbekannt            | nicht ausgetragen    | nicht ausgetragen                     | nicht ausgetragen                     |
| 1993/94   | Rune Kampe           | 4:1       | Allan Norvark        | nicht ausgetragen    | nicht ausgetragen                     | nicht ausgetragen                     |
| 1994/95   | Allan Norvark        | unbekannt | unbekannt            | nicht ausgetragen    | nicht ausgetragen                     | nicht ausgetragen                     |
| 1995/96   | Allan Norvark        | unbekannt | unbekannt            | nicht ausgetragen    | nicht ausgetragen                     | nicht ausgetragen                     |
| 1996/97   | Rune Kampe           | unbekannt | Allan Bruun          | nicht ausgetragen    | nicht ausgetragen                     | nicht ausgetragen                     |
| 1997/98   | Rune Kampe           | unbekannt | unbekannt            | nicht ausgetragen    | nicht ausgetragen                     | nicht ausgetragen                     |
| 1998/99   | Allan Norvark        | unbekannt | unbekannt            | Charlotte Park       | Romél Dabarodi                        | nicht ausgetragen                     |
| 1999/2000 | Allan Norvark        | unbekannt | unbekannt            | Charlotte Staun      | Daniel Kandi                          | nicht ausgetragen                     |
| 2000/01   | Romél Dabarodi       | 5:0       | Ejler Hame           | Christel Bonde Nelin | nicht ausgetragen                     | nicht ausgetragen                     |
| 2001/02   | Rune Kampe           | 5:4       | Romél Dabarodi       | Pia Mia Poulsen      | nicht ausgetragen                     | nicht ausgetragen                     |
| 2002/03   | Rune Kampe           | unbekannt | Allan Norvark        | nicht ausgetragen    | nicht ausgetragen                     | nicht ausgetragen                     |
| 2003/04   | Rune Kampe           | unbekannt | Daniel Kandi         | nicht ausgetragen    | nicht ausgetragen                     | nicht ausgetragen                     |
| 2004/05   | Daniel Kandi         | 4:2       | Rune Kampe           | nicht ausgetragen    | nicht ausgetragen                     | nicht ausgetragen                     |
| 2005/06   | Daniel Kandi         | unbekannt | unbekannt            | nicht ausgetragen    | nicht ausgetragen                     | nicht ausgetragen                     |
| 2006/07   | Daniel Kandi         | 5:2       | Allan Norvark        | nicht ausgetragen    | nicht ausgetragen                     | nicht ausgetragen                     |
| 2007/08   | Daniel Kandi         | 5:2       | Allan Norvark        | nicht ausgetragen    | nicht ausgetragen                     | nicht ausgetragen                     |
| 2008/09   | Daniel Kandi         | 5:2       | Thomas Salling       | nicht ausgetragen    | nicht ausgetragen                     | nicht ausgetragen                     |
| 2009/10   | Rune Kampe           | unbekannt | Allan Norvark        | nicht ausgetragen    | nicht ausgetragen                     | nicht ausgetragen                     |
| 2010/11   | Rune Kampe           | unbekannt | Allan Norvark        | nicht ausgetragen    | nicht ausgetragen                     | nicht ausgetragen                     |
| 2011/12   | Rune Kampe           | unbekannt | Allan Norvark        | nicht ausgetragen    | nicht ausgetragen                     | nicht ausgetragen                     |
| 2012/13   | Rune Kampe           | 4:0       | Allan Norvark        | nicht ausgetragen    | nicht ausgetragen                     | nicht ausgetragen                     |
| 2013/14   | Rune Kampe           | 4:3       | Daniel Kandi         | nicht ausgetragen    | nicht ausgetragen                     | Allan Norvark                         |
| 2014/15   | Rune Kampe           | 4:1       | Christopher Vejlager | Lise Larsen          | Kasper Frederik Larsen                | Rune Kampe                            |
| 2015/16   | Rune Kampe           | 4:1       | Gilbert Albertsen    | Tam Dan Thach        | Jakob Lund Andersen                   | Rune Kampe                            |
| 2016/17   | Martin Søndergaard   | 5:3       | Gustav K. Raffenberg | Tam Dan Thach        | Gustav K. Raffenberg                  | Kenneth K. Pedersen                   |
| 2017/18   | Daniel Kandi         | 5:1       | Allan Norvark        | nicht ausgetragen    | Mickey Krause                         | Per M. Christensen                    |
| 2018/19   | Daniel Kandi         | 5:0       | Gilbert Albertsen    | nicht ausgetragen    | Nicklas Olsen                         | Martin Søndergaard                    |
| 2019/20   | Daniel Kandi         | 4:1       | Per M. Christensen   | nicht ausgetragen    | nicht ausgetragen (COVID-19-Pandemie) | nicht ausgetragen (COVID-19-Pandemie) |
| 2020/21   | William Jakobsen     | 4:3       | Jakob Lund Andersen  | nicht ausgetragen    | William Jakobsen                      | nicht ausgetragen                     |
| 2021/22   | Rune Kampe           | 5:1       | Daniel Kandi         | nicht ausgetragen    | William Jakobsen                      | nicht ausgetragen                     |
| 2022/23   | Daniel Kandi         | 5:4       | Malthe Dahlberg      | nicht ausgetragen    | Malthe Dahlberg                       | William Jakobsen                      |
| 2023/24   | Christopher Vejlager | 4:2       | William Jakobsen     | nicht ausgetragen    | nicht ausgetragen                     | William Jakobsen                      |
| 2024/25   | William Jakobsen     | 5:4       | Jakob Lund Andersen  | nicht ausgetragen    | nicht ausgetragen                     | William Jakobsen                      |